# Never Say Goodbye
Never Say Goodbye – piosenka skomponowana przez Boba Dylana, nagrana przez niego w listopadzie 1973, wydana na albumie Planet Waves w styczniu 1974.

## Historia i charakter utworu
Piosenka ta została nagrana na 2. sesji do albumu Planet Waves 2 listopada 1973 w The Village Recorder Studio B w Los Angeles w stanie Kalifornia.
Ta nostalgiczna piosenka przypomina nieco melodycznie "Something There Is About You". Narrator utworu zapewne usiłuje zatrzymać czas i uchronić siebie, a także i obiekt swoich wyznań, przed nieuchronnym. Wspomina, że jedyne, co może ukochanej ofiarować, to czas.
Piosenka jest prawdopodobnie najgorzej nagraną kompozycją na tym albumie.

## Muzycy
Sesja 3.
- Bob Dylan – gitara, harmonijka, wokal
- Robbie Robertson – gitara
- Richard Manuel – pianino, perkusja
- Rick Danko – gitara basowa
- Garth Hudson – organy, akordeon
- Levon Helm – perkusja